# Giancarlo Tomassetti
Giancarlo Tomassetti (Ascoli Piceno, 22 settembre 1945) è un regista televisivo italiano.

## Biografia
Giancarlo Tomassetti ha lavorato in RAI dal 1975 al 2010 e ha realizzato le dirette dei più grandi avvenimenti sportivi degli ultimi venti anni, tra cui campionati mondiali di numerosi sport e alcune discipline olimpiche. Nel 2003 ha pubblicato La regia televisiva dello sport. Teoria e tecnica del linguaggio con la prefazione di Alberto Abruzzese (Dino Audino Editore) e nel 2014 La partita in TV. I Mondiali di calcio visti dalla regia con la prefazione di Bruno Pizzul (Libreria Sportiva ERACLEA).

## Regie
- Mondiali di Atletica di Roma (1987)
- Campionati del Mondo di Calcio (1990)
- Campionati del Mondo di Ciclismo (1985, 1999, 2004, 2008)
- Campionati del mondo di Sci Nordico (1991, 2003)
- Campionati del mondo di Sci Alpino (1985)
- Campionati del mondo di Nuoto (1994)
- Campionati del mondo di Lotta (1990)
- Campionati del mondo di Mountain Bike (1991)
- Campionati del mondo di Speed Skating (1995)
- Campionati del mondo di Snow Board (1997)
- Campionati del mondi di Cross (1997)
- Campionati del mondi di Tiro con l'arco (2000, 2001)
- Campionati del mondo di Canottaggio (2003)
- Olimpiadi Barcellona 1992 (disciplina Scherma)
- Olimpiadi invernali di Albertville 1992 (Sci di velocità)
- Olimpiadi invernali di Sestriere 2006 (Gigante e Speciale)
- Giro d'Italia edizioni: 1984, 1986, 1988, 1990, 1992, 1998, 1999
- Campionato del Mondo di Formula 1, Gran Premio di San Marino, edizioni (dal 1982-2006)
- Campionato del Mondo di Formula 1, Gran Premio d'Italia (Monza), edizioni (dal 1982-2006
- Coppa Agostoni - Giro delle Brianza (2005 - 2008)

## Pubblicazioni
- La partita in TV. I Mondiali di calcio visti dalla regia, Libreria Sportiva ERACLEA, Roma, 2014;
- La regia televisiva dello sport. Teoria e tecnica del linguaggio, Dino Audino Editore, Roma, 2003;ISBN 9788886350945